# 英租威海卫
英租威海衛為英国於1898年至1930年在清朝山東省建立的租借地。英租威海衛的發展模式不同於香港，佔據此地的主要目的是制衡俄罗斯帝国佔領關東州（旅大地區）的影響；此地主要作用英國皇家海軍訓練基地及休養地。1924年6月，中華民國與英國两国订立《收回威海衛條約》；1930年10月1日，國民政府收回威海衛大部，唯劉公島為大英帝國海軍續租十年，直至1940年撤退。

## 历史
1898年3月27日俄羅斯帝國与清政府订立了《旅大租地条约》，租期25年，期满得续商租借之。英国外交部训令其驻华公使窦纳乐向清政府提出租借威海卫的要求：“由于总理衙门已将旅顺口租借给俄国，列强在北直隶湾的均势实际上已被打破。因此你务必以最有效和最迅速的方式获得日本人撤离威海卫后租借该地的优先权。租借条件应同准予俄国在旅顺口所享有的相同。英国舰队正在从香港开往北直隶湾的途中”。:228窦纳乐积极活动，并对清政府宣称：俄以旅顺为军港，则对于中国异常危险，惟有以威海卫租与英国，庶足以制俄之跋扈。3月26日，英国外交大臣索尔兹伯里电示英国驻德公使拉塞尔斯：“女王陛下政府要求享有租借威海卫的优先权，德国政府很可能就我们占领山东省部分领土一事向您质询。如果出现这种情况，你被授权说明，威海卫目前不是，而且我们认为不可能成为进入山东省各地区的商港。我们不想妨碍德国在该地区的利益。我们对俄国在旅顺口的行动感到非常遗憾，它迫使我们不得不采取现在的做法。”“英国正式宣布，在它得到威海卫后，绝不会伤害和争夺德国在山东省的利益，也不会在该省给德国制造麻烦。”“英国不从威海卫及与之相关的租借地修筑任何进入山东省内地的铁路系统”:228、250—251、254。英国外交部又训令英国驻日本公使萨道义通知日本政府：“无论日本何时撤离，我们都将要求租借威海卫，条件同俄国租界旅顺口的条件相同”。:228英国驻华公使窦纳乐还直接向日本首相伊藤博文致书交涉，表示英国情愿为中国垫付赔款，要求日本从威海卫撤兵。1898年（清朝光緒二十四年）3月28日，英國政府向清朝政府要求租借威海衛。4月2日英国驻日本大使萨道义致电英国外交大臣索尔兹伯里：“我已收到日本政府的答复，他们表示，日本撤离后，他们同意由英国租借威海卫”:229。俄国力图阻止英租威海卫，但因为英国已取得了日、德的谅解而未能成功。
英国海军10余艘军舰开至烟台威胁，迫使清政府于4月30日派出庆亲王和刑部尚书廖寿恒与英使窦纳乐举行谈判。5月23日，中国向日本付清甲午战争赔款，日军撤出威海卫。5月24日，英军强行占领刘公岛。6月中旬，英国政府委派陆军副将路易斯来威海卫勘测地形。
1898年7月1日，清廷便派庆亲王奕劻、刑部尚书廖寿恒与英国驻华公使窦纳乐雙方共同簽署《订租威海卫专条》，租期與俄租旅順大連相同，為期25年。
1898年8月，英国海军将领铎沃德带领军队占领威海卫，清政府山东候补道严道洪等人和英国代表在刘公岛西海岸举行了交接威海卫仪式。从此，英国军队正式驻扎于威海卫港。

1930年10月1日晨九时，南京政府外交部长王正廷和英国驻华公使代办许立德在南京萨家湾外交官舍分别代表本国政府互换了《中英交收威海卫专约及协定》及附件的批准书，条约正式生效。同日，王家桢、徐祖善等率领海军陆战队官兵300人，由青岛乘海琛、镇海两舰抵达威海登岸。英舰彼得斯菲尔特号鸣礼炮15响以示欢迎。当日上午10时50分，接收典礼在英国威海卫行政长官署大院举行。下午2时，举行威海卫管理公署专员就职典礼，正式宣布威海卫地方行政机构——威海卫管理公署的建立。嗣后，威海卫管理公署会同山东省政府重新勘定边界，将英租界界石改刻“威海卫界”和“中华民国十九年十月一日立”等字样。1931年10月1日，威海卫管理公署在市区三角花园修建“收回威海卫纪念塔”，塔高32英尺，象征牢记威海卫32年的被殖民史。塔上部镌刻着外交部长王正廷书写的“收回威海卫纪念塔”八个镏金大字；塔下部三面分别镌刻碑文、《中英交收威海卫专约》、《三民主义》。
1930年以后，英国海军每年夏天都到刘公岛避暑。1938年日本侵占威海卫之后，英国侨民逐渐离开威海卫，到1939年初，英人全部撤离，英舰也未到刘公岛消夏。1940年9月28日，南京汪精卫伪政府宣布英国在刘公岛所受之权益期限已满。无意予以展延。11月15日，英国正式宣布撤退其驻威海卫舰队。

## 行政
1898年，英国在威海卫成立临时行政署，隶属英国海军部。1899年，行政署划归戰爭部管辖。因此威海衛專員由英軍軍官擔任，首兩任分別為陸軍少將亞瑟·多沃德和海軍中校約翰·丹特里。威海衛租借初期，英國戰爭部原本打算將威海衛變成一個類似香港的海軍基地，所以交由軍方管轄。但後來英國進行勘探後認為威海衛不適合作為軍港或貿易港口，因此軍方將管轄權在1901年末移交至殖民地部，並改由文官管理，並於1902年初委任文官出身的駱克擔任專員。
1901年，英国成立威海卫行政公署，为租借地最高管理机关。行政公署專員其下设正华务司、副华务司和医官长。英国当局初期对农村地区基本无为而治。从1905年起，在农村推行总董制，以加强管制。
威海衛專員相對其他英國殖民地總督的權力更大，因為威海衛專員並非一個完整的總督府，威海衛專員被賦予更大的權力，作出決定時並不必諮詢行政局及立法局的意見，反而其他英國殖民地總督需先諮詢行政局及立法局。

### 历任專員

英租威海衛專員旗，1903年—1930年

| 1 | 亞瑟·多沃德 Arthur Robert Ford Dorward | 1898年—1901年        | 英國陸軍少將         |
| 2 | 約翰·丹特里 John Dodson Daintree       | 1901年—1902年        | 英國皇家海軍中校     |
| 3 | 駱仁廷 James Haldane Stewart Lockhart  | 1902年—1921年        | 首任文職專員         |
| 4 | 亞瑟·布朗特 Arthur Powlett Blunt       | 1921年—1923年        | 署任                 |
| 5 | 沃爾特·羅素·布朗 Walter Russell Brown  | 1923年—1927年        |                      |
| 6 | 莊士敦 Reginald Fleming Johnston       | 1927年—1930年9月30日 | 曾擔任溥儀的家庭教師 |

## 经济
此时的威海卫为自由港，货物进出口免关税，因而工商业得到发展。在这一时期，旅游业得到一定的发展。旅游项目有狩猎、温泉等。

## 军警
1899年，英国在威海卫创建中国军团，1906年解散。
军团解散后，部分士兵转业成为警察，到1910年发展成由3名来自欧洲的警督及55名华人警员组成的警察队伍。
1922年香港爆发海员罢工事件后，香港警察派人前往威海卫招募警员。

## 教育
皇仁学堂为唯一一所由殖民当局所设的学校。